# Amerykańskie Towarzystwo Psychoanalityczne

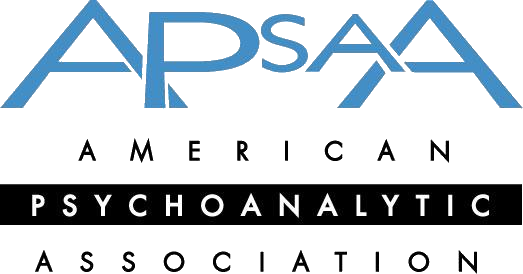
Logo Amerykańskiego Towarzystwa Psychoanalitycznego

Amerykańskie Towarzystwo Psychoanalityczne (ang. American Psychoanalytic Association, APsaA) – amerykańskie towarzystwo naukowe psychoanalityków, założone w 1911 w Nowym Jorku, członek Międzynarodowego Towarzystwa Psychoanalitycznego.